# Mahmoud Abbas
Mahmoud Abbas (Arabisch: محمود عباس, Maḥmūd ʿAbbās) (Safed, 26 maart 1935), ook bekend als Abu Mazen (Arabisch: أبو مازن, Abū Māzin), is een Palestijns politicus en president van de Palestijnse Autoriteit, en een voormalige premier van de Palestijnse Autoriteit (maart tot september 2003). Hij werd verkozen als president, maar zijn mandaat eindigde formeel op 9 januari 2009. Hij verlengde eigenhandig zijn regeringstermijn met een jaar en ook na het verstrijken van nog eens ruim vijf jaar bleef hij steeds in functie. De belangrijkste rivaal van Fatah, Hamas, voert een meer extreme koers en heeft enige jaren geleden aangekondigd dat het de verlenging niet erkent en dat Abbas niet als rechtmatige president gezien kan worden.
Op 22 augustus 2015 nam Abbas ontslag als leider van de PLO. Een maand later liet Abbas in een toespraak voor de Algemene Vergadering van de Verenigde Naties in New York weten dat hij de vredesovereenkomsten met Israël, zoals vastgelegd in de Oslo-akkoorden van 1993, wilde opzeggen, "aangezien en zolang Israël zich er niet aan houdt". Hij werd opgevolgd door Saeb Muhammad Salih Erekat (1955-2020).

## Loopbaan
Abbas werd geboren in het Britse mandaatgebied Palestina in Safed, niet ver van Syrië en Libanon. Tijdens de Arabisch-Israëlische Oorlog van 1948 vluchtte hij met zijn familie toen het Israëlische leger Safed naderden.

### Rechtenstudie en onafhankelijkheidsstrijder
Later studeerde hij rechten in Egypte en promoveerde in Moskou, aan de voor buitenlandse studenten opgerichte Patrice Lumumba Universiteit van de Sovjet-Unie. Zijn proefschrift uit 1984 over de Geheime relaties tussen de Nazi's en de Zionisten  leidde in 2003 bij zijn aantreden als premier tot een controverse omdat hij in die studie onder verwijzing naar Robert Faurisson en Raul Hilberg, kampstatistieken van het Rode Kruis en de Franse politicoloog Paul Rassinier, stelde dat er geen zes miljoen, maar "hooguit" 890.000 Joden omgebracht zouden zijn tijdens de Holocaust. Hij kwam door latere controverse als Holocaust-revisionist bekend te staan. Hoewel Abbas de inhoudelijke argumentatie van zijn proefschrift niet terugnam, zei hij in een vredesinterview met Haaretz, dat hij de moord op Joden tijdens de Tweede Wereldoorlog niet geheel ontkent en elke moord op onschuldige burgers uitdrukkelijk veroordeelt.
In de jaren '50 werd hij in Qatar lid van een groep gevluchte Palestijnse onafhankelijkheidsstrijders. Hij rekruteerde diverse personen die later een leidende rol binnen de PLO zouden krijgen en was in 1957 betrokken bij de oprichting van al-Fatah. Gedurende de volgende decennia nam hij deel aan de leiding van de PLO. Hoewel hij weinig aandacht in de media kreeg, klom hij op tot secretaris van het dagelijks bestuur, en daarmee tot tweede man naast Yasser Arafat. Hij behoorde tot de gematigden, en wordt geacht een van de belangrijkste verantwoordelijken te zijn voor de Oslo-akkoorden in 1993.
Tijdens de Olympische Spelen van 1972 in München, werden atleten van het Israëlische Olympische team gegijzeld door een Palestijnse terroristische organisatie: Zwarte September. Bij het gijzelingsdrama kwamen 11 Israëlische atleten, 5 terroristen en een Duitse politieagent om het leven. Deze aanslag was gepland door Abu Daoud, die in zijn autobiografie Memoires of a Palestinian Terrorist schreef dat Abbas verantwoordelijk was geweest voor de financiering van deze aanslag. In augustus 2022 werd Abbas door een journalist tijdens een persconferentie met de Duitse bondskanselier Olaf Scholz gevraagd of hij zich zou willen verontschuldigen voor de aanslag in München. Hij antwoordde dat "Als we het over het verleden willen hebben, ga je gang. Ik heb 50 slachtpartijen die Israël begaan heeft. Slachtpartijen door Israël ... 50 massamoorden, 50 slachtpartijen, 50 holocausts." In een interview nadien met de krant Bild veroordeelde Scholz Abbas' beweringen als trivialisering van de Holocaust. De opmerkingen werden ook veroordeeld door de minister van Buitenlandse Zaken van Israël. De Berlijnse politie begon een onderzoek naar de vraag of de Palestijnse president Abbas had aangezet tot haat tijdens de persconferentie in Berlijn.

### Contacten met "Israëlisch Vredesberaad"
In zijn column "Leader without Glory" (10-10-2015) vertelt Uri Avnery, stichter van de Israëlische vredesgroep Gush Shalom, over de vele contacten die hij, samen met generaal Matti Peled van het Israëlische defensieleger en Yaakov Arnon als leden van een officiële delegatie van een "Israëlisch Vredesberaad" Israëli Council for Israëli-Palestinian Peace, vanaf begin 1983 met Mahmoud Abbas in Tunis gehad heeft. Steevast spraken zij eerst met Abbas (Abu Mazen) en daarna met "de leider" (Arafat) erbij. Hij beschrijft Arafat als "flamboyant, extravert en spontaan", Abbas daarentegen als "introvert, op zijn hoede en een pietje precies".

### Minister-president

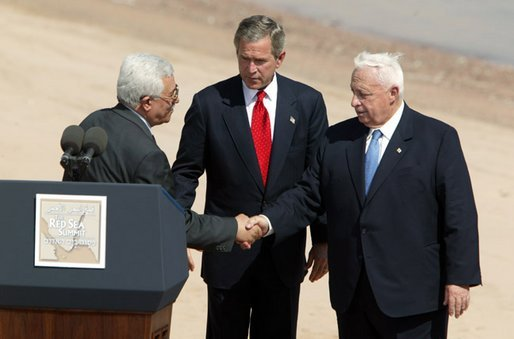
Abbas met Bush en Sharon tijdens de Rode Zee-top in Aqaba, 4 juni 2003

In 2003 verklaarden Israël en de Verenigde Staten niet langer bereid te zijn met Arafat te onderhandelen en een andere vertegenwoordiger voor de Palestijnen te zoeken. Zij noemden de naam van Abbas, als secretaris van de PLO de rechterhand van voorzitter Arafat. Abbas stond bekend als een pragmatische en tot onderhandelingen bereid zijnde Palestijn. Onder deze druk stelde Arafat op 30 april 2003 Abbas aan als de eerste premier van de Palestijnse Autoriteit.
Gedurende de volgende maanden onderhandelde Abbas met Israël en de Verenigde Staten over de door de Verenigde Staten in 2002 opgestelde routekaart naar vrede (Roadmap to Peace), met als hoogtepunt de top van Aqaba (Jordanië) in juni, waar premier Ariel Sharon van Israël beloofde een groot aantal Israëlische nederzettingen te ontruimen en Abbas beloofde te proberen de zelfmoordaanslagen te beëindigen. Toen ook  Hamas een bestand aankondigde, leek de weg naar onderhandelingen open te liggen. Dat hield echter niet lang stand; een belangrijke oorzaak daarvan was dat (alleen) de Palestijnen zich zouden moeten ontwapenen, hun wapentuig in beslag genomen moest worden en dat er eventueel verzetsstrijders gearresteerd moesten worden. Slechts enkele weken later waren Israël en Hamas opnieuw in acties en aanslagen verwikkeld.
Abbas lag ondertussen van diverse kanten onder vuur. Israël was het niet eens met zijn politiek om door middel van onderhandelingen (in plaats van daadwerkelijke actie) terroristische aanslagen te stoppen; de Palestijnen daarentegen waren van mening dat hij te toegeeflijk was ten opzichte van Israël zonder genoeg terug te krijgen. Daarnaast waren er doorlopend problemen met Arafat over de machtsverhoudingen tussen Arafat als president en Abbas als premier.
Op 4 augustus 2003 werd een motie van wantrouwen ingebracht in het Palestijnse parlement, maar op 6 augustus, toen deze in stemming zou komen, nam Abbas reeds zelf ontslag. Reden was de ruzie met Arafat: Abbas wilde dat Arafat de controle over de veiligheidsdiensten zou overgeven aan zijn regering, maar Arafat weigerde dit.

### Presidentsverkiezingen 2005
Op 11 november 2004 overleed Arafat en besloot men nieuwe verkiezingen uit te schrijven. Op 9 januari 2005 zouden die presidentsverkiezingen gehouden worden. Abbas werd door de PLO gekozen als hun presidentskandidaat, nadat Fatah-kopstuk Marwan Barghouti in een gevangenis in Israël, zijn kandidatuur - onder grote druk - had ingetrokken. Op 14 december riep Abbas op tot het einde van de Al-Aqsa-Intifada en tot vrede met Israël. De grootste politieke rivaal van Fatah, Hamas, besloot de verkiezingen te boycotten, waardoor Abbas' overwinning verzekerd was. Abbas won de overigens rustig verlopen presidentsverkiezingen met 62,3% van de stemmen bij een opkomst van 66%, en volgde daarmee Arafat ook als president op. Abbas kondigde direct aan met Israël en andere landen te willen onderhandelen over het vredesproces.

### Crisis tussen Hamas en Fatah
In januari 2006 werden er parlementsverkiezingen gehouden, en tot grote verbazing was de radicale beweging Hamas de grote winnaar van de verkiezingen. Ze behaalde zelfs een meerderheid in het parlement. Toen bleek dat geen enkele partij met Hamas een regering wilde vormen, besloot Hamas zelf een regering te vormen. Deze regering trad aan in maart 2007, onder leiding van Ismail Haniya. Omdat Hamas wordt gezien als een terroristische organisatie, besloten westerse regeringen met name de Verenigde Staten en de Europese Unie de contacten met deze regering te verbreken en het zou ook geen hulp meer leveren aan de regering. Hierdoor kwam de Palestijnse Staat al gauw in economische problemen, die werden verergerd door Operation Summer Rains in de zomer van 2006. Door dit offensief van Israël werd de infrastructuur van de Palestijnse gebieden ernstig beschadigd. Omdat de ambtenaren geen geld meer kregen, besloten ze te gaan staken, waardoor de crisis alleen nog maar erger werd.
Vanwege de grote onenigheid tussen Hamas en Fatah kondigde Abbas op 16 december 2006 vervroegde verkiezingen aan, zowel parlementaire- als presidentsverkiezingen. Dit leidde tot een grote crisis tussen Fatah en Hamas, die aan bijna 100 mensen het leven kostte, en waarbij meer dan 300 mensen gewond raakten. In februari 2007 werd er een akkoord gesloten tussen de partijen in Mekka, Saoedi-Arabië. Zij kwamen overeen "de tot dusver tot stand gekomen overeenkomsten te respecteren". Daarbij had Hamas substantiële concessies gedaan. Er werd een regering van nationale eenheid gevormd, die op 17 maart 2007 aantrad. Deze regering werd echter op 14 juni 2007 al ontbonden door Abbas, die tevens de noodtoestand afkondigde, in verband met de verovering van de Gazastrook door Hamas. Dit gebeurde na dagen van gevechten tussen aanhangers van Fatah en Hamas, waarbij tientallen mensen om het leven kwamen.
Een dag later benoemde Abbas de voormalige minister van Financiën Salam Fayyad als de nieuwe minister-president. Fayyad is noch lid van Fatah noch van Hamas, en geldt als een gematigd persoon. Hij was als minister van Financiën verantwoordelijk voor de bestrijding de corruptie. Daarop zei Haniya dat hij de beslissing van Abbas om de regering te ontbinden niet aanvaardt. Daarom zal hij niet aftreden. Ook verklaarde hij dat hij zich niets zal aantrekken van de noodtoestand die president Abbas uitriep. Wel benadrukte hij dat Hamas er niet op uit is om een eigen staat op de Gazastrook te stichten. "De Gazastrook is een onafscheidelijk deel van het thuisland en een integraal deel van het Palestijnse volk."
De benoeming van Fayyad als vervanger van Haniya heeft voor veel discussie gezorgd, want in de Palestijnse Grondwet staat dat een president een premier wel mag ontslaan, maar geen nieuwe premier mag benoemen zonder de goedkeuring van de Palestijnse Wetgevende Raad. Volgens de wet is de oude premier gewoon nog de premier, totdat een nieuwe premier is benoemd. Aangezien de Palestijnse Wetgevende Raad nooit zijn goedkeuring heeft gegeven voor de benoeming van Fayyad, besloot Haniya om verder te regeren als de premier van de Palestijnse Autoriteit. Hij werd ook door vele Palestijnen erkend als de legitieme premier.
Op 18 juni kwam er dan wel geen eind aan hun boycot, maar besloten de Europese Unie en de Verenigde Staten, weer een minimum aan goederen te leveren aan de Palestijnse Autoriteit. Dit was een middel om Abbas' positie te versterken op de Westelijke Jordaanoever. Een dag later werden alle connecties tussen Fatah en Hamas verbroken, door de overname van de Gazastrook door Hamas.
Met de gematigde leiders van de Palestijnse Autoriteit, te weten Abbas en Fayyad, viel voor de Israëlische regering wel te praten. Olmert en Abbas hielden vele malen besprekingen over een mogelijke vrede tussen Israël en de Palestijnse Autoriteit.
In juni 2008 besloot Abbas een gezant naar de Gazastrook te sturen om de weg te plaveien voor verzoeningsoverleg met Hamas. De gezant was de eerste vertegenwoordiger van Abbas die Gaza bezoekt sinds Hamas de troepen van Abbas' Fatah-partij onder de voet liep en het gebied bezette. De gezant zei niet met Hamas te zullen praten, maar overleg te zullen voeren met Fatah-leiders in de Gazastrook. Velen van hen zijn gekant tegen verzoening met Hamas. Eerder in de maand juni riep Abbas op tot verzoening, maar stelde ook dat Hamas de macht over Gaza zou moeten opgeven. Hamas verwelkomde de oproep voor een dialoog, maar gaf geen tekenen dat de beweging bereid is de macht over het gebied op te geven. Het voormalige hoofd van de veiligheidsdienst van Fatah in de Gazastrook, Mohammed Dahlan, noemde nationale verzoening voor de Palestijnen eerder al 'een noodzaak'. Dahlan zei geen aanwijzingen te hebben dat Hamas bereid is de greep op Gaza op te geven. Hij zei dat Abbas het initiatief tot toenadering dient te nemen.

### Conferentie van Annapolis

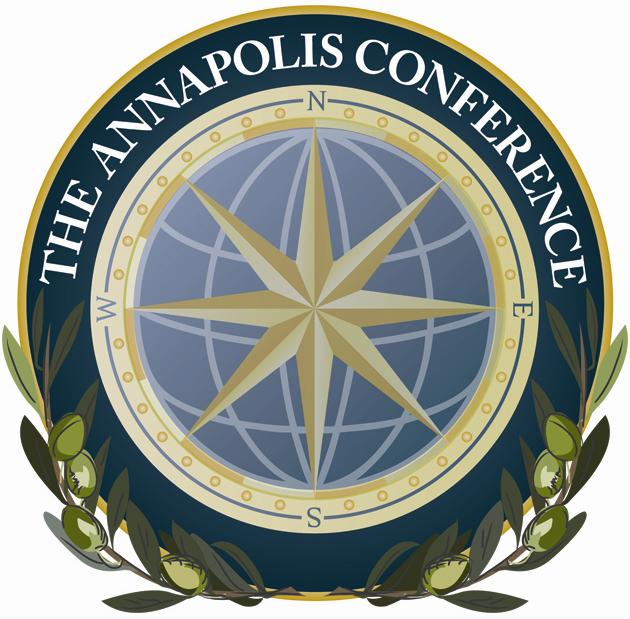
Logo van de Annapolis Conferentie

Op 27 november 2007 was in de Verenigde Staten de Annapolis Conferentie, georganiseerd door president George W. Bush. President Bush vond dat de tijd rijp was om het vastgelopen vredesproces tussen de Israëli's en de Palestijnen weer op gang te brengen. Voor het begin van deze Midden-Oosten-top waarschuwde hij de Israëlische en Palestijnse delegaties dat de weg ernaartoe heel moeilijk zou kunnen worden, en voerde hij eerst nog gesprekken met premier Ehud Olmert van Israël en de Palestijnse president Abbas. Uitgangspunt van Bush was dat de conferentie geen doorbraak hoefde op te leveren, maar het begin moest zijn van nieuwe onderhandelingen tussen Israëli"s en Palestijnen. Tijdens deze conferentie maakte premier Olmert bekend, dat hij bereid was concessies te doen met de Palestijnen. "Pijnlijke concessies zelfs", zei hij na een eerste gesprek met Bush en Abbas. Er is geen moslimstaat waar Israël geen vrede mee wil sluiten, zei Olmert. Hij noemde Egypte als voorbeeld van een Arabisch land waarmee Israël goede contacten onderhoudt. President Abbas zei dat vrede alleen mogelijk zou zijn als Israël zich terug zou trekken uit alle bezette gebieden, dus ook uit Oost-Jeruzalem en van de Golanhoogten in Syrië. Hij zei verder dat er onderhandeld moest worden over vluchtelingen, grenzen, nederzettingen, water en veiligheid. Zijn woorden werden in Gaza door de radicale Hamas met hoongelach begroet. Hamas noemde de conferentie tijdverspilling. "Het is niet meer dan een afscheidsfeestje voor Bush en een hopeloze poging hem als gezaghebbend leider te presenteren", zei een Hamaswoordvoerder.

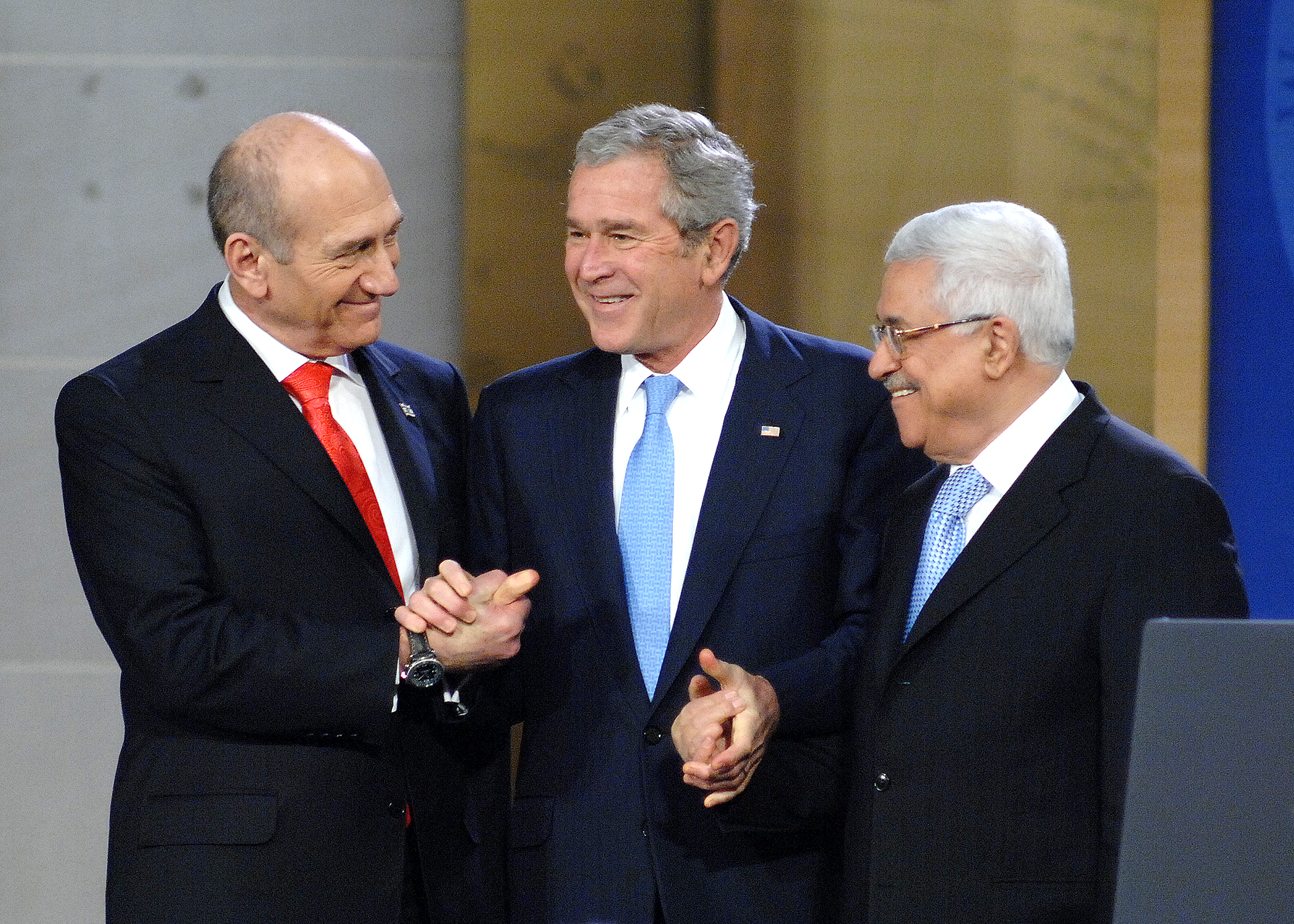
Olmert, Bush en Abbas schudden elkaar de hand tijdens de Annapolis Conferentie, november 2007

Aan de conferentie deden vijftig landen mee, inclusief Syrië en Saoedi-Arabië. In de Verenigde Staten waren de verwachtingen van de top laag gespannen. Sommige sceptici spraken zelfs van de "duurste groepsfoto" aller tijden, maar gastheer George Bush was optimistisch. Premier Olmert was gematigd optimistisch. De brede internationale steun voor het gemeenschappelijk doel', namelijk twee onafhankelijke staten, vond hij hoopgevend. Maar hij waarschuwde ook meteen dat een vredesakkoord onmogelijk zou zijn, zolang beschietingen op Israël vanuit Gaza zouden doorgaan. Een punt waar de conferentie weinig invloed op zou hebben, omdat Gaza onder controle stond van Hamas die niet aan de conferentie deelnam. Ook bij de andere deelnemers was de algemene verwachting niet dat de top tot een doorbraak zou leiden, maar dat het wel een startpunt kon zijn voor nieuw overleg tussen Israëli's en Palestijnen.
In de Gazastrook betoogden tienduizenden Palestijnen tegen de deelname van hun president Abbas aan de Midden-Oosten-top. Op de Westelijke Jordaanoever waren betogingen verboden. In Ramallah sloeg de politie een demonstratie uit elkaar, in Hebron kwam één demonstrant om.

### Onderhandelingen Abbas en Olmert
Kort na de Annapolis Conferentie gingen Abbas en Olmert weer met elkaar onderhandelen. Afgesproken was dat tegen het einde van 2008 een akkoord moest zijn bereikt. Maar de onderhandelingen verliepen stroef. Ze struikelden vanwege de Joodse kolonisatie op de Westelijke Jordaanoever en in het oosten van Jeruzalem. Een belangrijke Palestijnse vertegenwoordiger, Yasser Abed Raboo, bevestigde op 10 juli 2008 dat Palestina de vredesonderhandelingen met Israël wilde verbreken als protest tegen de aanhoudende kolonisatie. De woordvoerder van Abbas, Nabil Abou Roudeina verklaarde dat Abbas daarom tijdens zijn ontmoeting met Olmert op 13 juli 2008 in Parijs om versnelling van de vredesonderhandelingen zou vragen, want "de tijd dringt, vooral voor Oost-Jeruzalem".

### Vredescontacten met president Obama

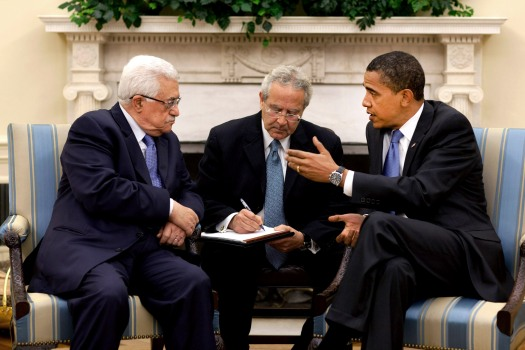
Obama in een ontmoeting met Abbas in het 'Oval Office', zijn officiële kantoor in het Witte Huis, 28 mei 2009

Kort voor president Obama's fundamentele toespraak in Caïro van 4 juni 2009 ontmoetten Obama en Abbas elkaar. Obama gaf aan -en hij herhaalde dit in zijn toespraak- dat hij een Palestijnse staat steunde en dat hij de aanwezigheid van Israëlische nederzettingen een obstakel achtte voor het bereiken daarvan.

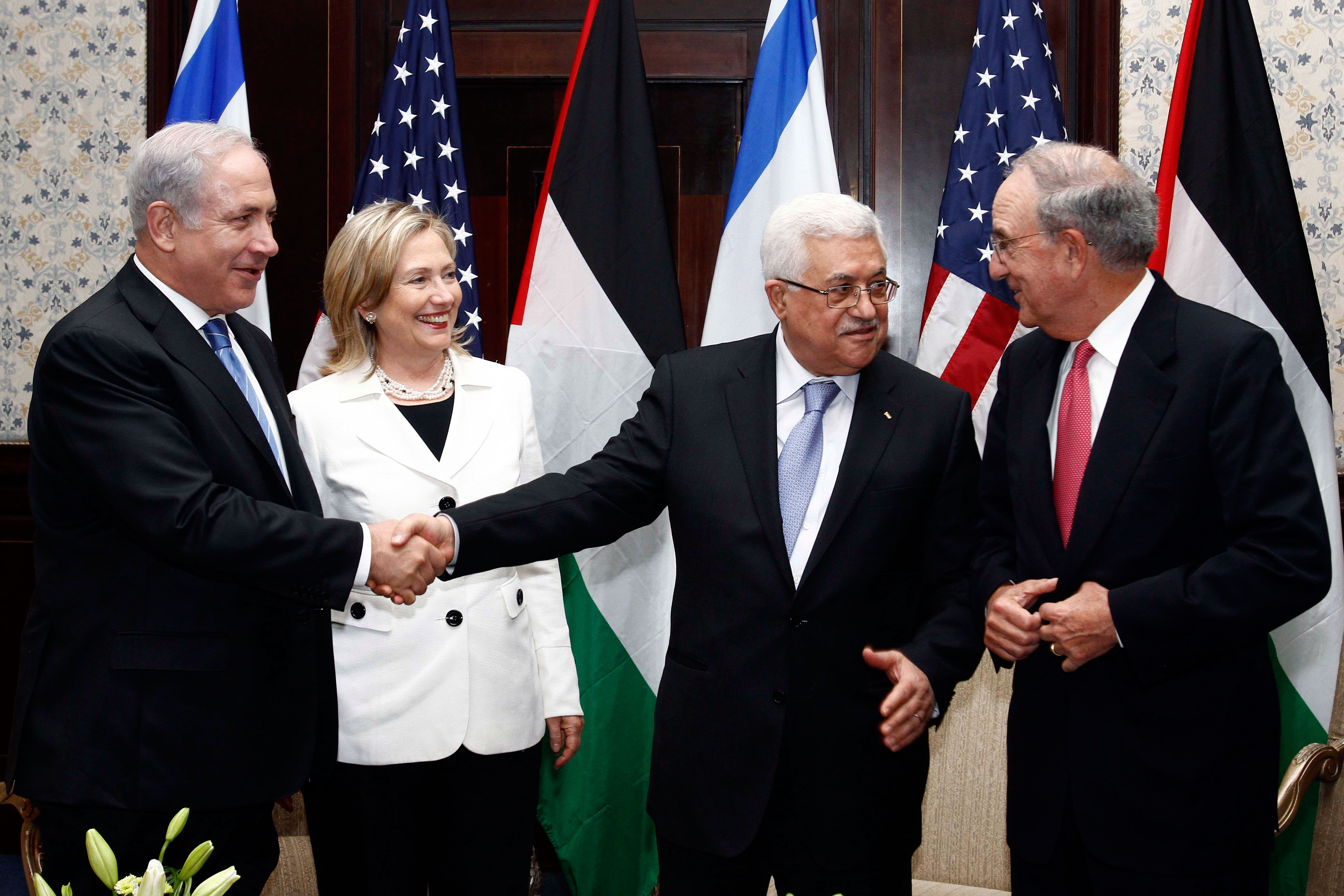
Benjamin Netanyahu, Hillary Clinton, Mahmoud Abbas en George Mitchell na hun bijeenkomst over het vredesproces, in Sharm El Sheikh, Egypte, 14 september 2010

Op 22 januari 2009 benoemde Obama senator George Mitchell tot zijn speciaal gezant voor het Arabisch-Israëlisch vredesproces. Hij slaagde er niet in een vredesakkoord te bereiken over een bouwstop van Israëlische nederzettingen in bezet Palestijns gebied.
Vanaf 29 juli 2013 tot eind april 2014 had Abbas een reeks ontmoetingen met de nieuwe Amerikaanse vredesgezant John Kerry. Dit vredesinitiatief leidde tot niets: Israël bouwde stevig door aan zijn nederzettingen. Abbas besloot uiteindelijk om de V.N.-route te kiezen door lid te worden van de diverse V.N.-organen.

### President van een waarnemerstaat van de V.N.
Op 29 november 2012 erkende de Algemene Vergadering van de Verenigde Naties Palestina als waarnemer-staat. Daarmee kreeg Palestina dezelfde 'rang' als Vaticaanstad. Tot dan toe hadden de Palestijnen de status van 'entiteit'. 138 leden van de Assemblee stemden voor, 9 tegen en 41 onthielden zich (waaronder Nederland).

### Corruptie
Fatah kwam tijdens het bestaan van de Palestijnse autoriteit onder de bevolking bekend te staan als corrupt. Dit gold ook Mahmoud Abbas en zijn familie. De persoonlijke rijkdom van Abbas wordt op 100 miljoen dollar geschat en zijn zoons Yasser en Tarek leiden diverse bedrijven, waaronder de Falcon groep, die het monopolie bezit op de distributie van Amerikaanse sigaretten en miljoenen aan Amerikaanse hulpgelden ontving voor de aanleg van rioleringen in Hebron. Na de dood van Arafat had Mahmoud Abbas het Palestijns Investeringsfonds (PIF) en de Arab Palestinian Investment Company (APIC) onder zijn controle gebracht. Bij de publicatie van de Panama papers bleek ook dat Tarek Abbas vermogen in Panama gestald had.

### Onder de rechtsmacht van het Statuut van Rome
Tegen de zin van de Verenigde Staten en Israël tekende president Abbas op 31 december 2014 een twintigtal internationale verdragen, waaronder het Verdrag van Rome. Daarmee was voor hem de weg vrij om de aanvraag te doen voor het lidmaatschap van het Internationaal Strafhof, (ICC). Vanaf 1 april 2015 kwam Palestina daadwerkelijk onder de rechtsmacht van het Statuut van Rome en werd zij lid van het ICC. Dit betekende dat Palestina Israël zou kunnen aanklagen bij het Internationaal Strafhof op verdenking van oorlogsmisdaden.

### Toespraak voor de Verenigde Naties (2015)
In het najaar van 2015 hield president Abbas een toespraak voor de Verenigde Naties, waarbij hij zijn ergernis uitte over de Israëlische regering die naar zijn mening de Oslo-akkoorden niet zou willen naleven waardoor een onafhankelijke Palestijnse staat op de lange baan zou worden geschoven. Abbas dreigde daarom zich eenzijdig aan deze akkoorden te onttrekken en legde de bal bij Israël, die als bezetter van de Palestijnse gebieden dan maar voor deze gebieden zou moeten zorgen. Tot nu toe is hij erin geslaagd een internationale erkenning voor een Palestijnse staat te verkrijgen, zij het een nog beperkte. Zo heeft de Palestijnse Autoriteit bij de Verenigde Naties enkel een waarnemersstatus.

### Relaties met het Vaticaan
Abbas heeft Paus Franciscus verscheidene keren ontmoet. Op 8 juni 2014 kwamen hij en president Shimon Peres naar het Vaticaan om samen met patriarch Bartolomeus en de paus te bidden voor een vreedzame oplossing van het conflict tussen Israël en de Palestijnen. Dit gebeurde in de tuin van het Vaticaan. De bijeenkomst werd afgesloten met het gezamenlijk planten van een olijfboom. Enkele dagen nadat de Heilige Stoel de staat Palestina erkende (13 mei 2015) kwam Abbas op audiëntie bij de paus in verband met de heiligverklaring van twee Palestijnse nonnen. De paus schonk hem toen een bronzen plaquette met een afbeelding van een vredesengel. Hierover ontstond enige commotie omdat sommigen dachten dat de paus Abbas een vredesengel had genoemd. Op 26 juni 2015 ondertekenden het Vaticaan en Palestina een concordaat.
Op 14 januari 2017 ontmoette hij de paus weer bij gelegenheid van de opening van de ambassade van Palestina bij het Vaticaan. Het bezoek vond plaats daags voor de internationale vredesconferentie in Parijs van 15 januari 2017, waaraan ook de Nederlandse minister Bert Koenders deelnam.